# Overmere
Overmere – dzielnica (deelgemeente) gminy Berlare w Belgii, w Regionie Flamandzkim, w prowincji Flandria Wschodnia, w okręgu Dendermonde. 1 stycznia 2020 roku liczyła 4645 mieszkańców. Do 31 grudnia 1976 samodzielna gmina.

## Demografia
Liczba mieszkańców, stan na 1 stycznia:
| Rok                | 1930 | 1961 | 2020 |
| ------------------ | ---- | ---- | ---- |
| Liczba mieszkańców | 3911 | 3350 | 4645 |